# Chants de la Prière à Taizé
Chants de la Prière à Taizé är ett album från 1998 av kommuniteten i Taizé. Albumet spelades in hos kommuniteten i Taizé under 1998 och är uteslutande på franska och latin till skillnad från de flesta övriga skivor som spelas in på flera språk.

## Låtlista
1. Veni lumen (choral)
2. Adoramus te o Christe
3. Jésus le Christ
4. Alléluia 7 (Psaltaren 18)
5. La ténèbre n’est point ténèbre
6. Dieu ne peut que donner son amour
7. Laudate Dominum
8. Kyrie eleison - Christe eleison
9. Gloria Deo
10. Credo
11. Sanctus Dominus Deus
12. Anamnèse – Veni Domine
13. Notre Père (choral)
14. Agnus Dei – Dona nobis pacem
15. Magnificat (canon)
16. Bénissez le Seigneur
17. Mon âme se repose
18. Kyrie eleison 10
19. Toi, tu nous aimes
20. Psallite Deo
21. Dans nos obscurités